# Tianjin Open 2017 - Qualificazioni singolare
Le qualificazioni del singolare femminile del Tianjin Open 2017 sono state un torneo di tennis preliminare per accedere alla fase finale della manifestazione. Le vincitrici dell'ultimo turno sono entrate di diritto nel tabellone principale. In caso di ritiro di una o più giocatrici aventi diritto a queste sono subentrati le lucky loser, ossia le giocatrici che hanno perso nell'ultimo turno ma che avevano una classifica più alta rispetto alle altre partecipanti che avevano comunque perso nel turno finale.

## Teste di serie
1. Lauren Davis (qualificata)
2. Arina Rodionova (qualificata)
3. Han Xinyun (ultimo turno, Lucky loser)
4. Lu Jingjing (qualificata)
5. Nina Stojanović (ultimo turno)
6. Stefanie Vögele (qualificata)

1. Zhang Kailin (ultimo turno)
2. Gao Xinyu (primo turno)
3. Dalila Jakupovič (primo turno)
4. Hiroko Kuwata (ultimo turno)
5. Gabriela Dabrowski (primo turno)
6. Sara Errani (qualificata)

## Qualificate
1. Lauren Davis
2. Arina Rodionova
3. Sara Errani

1. Lu Jingjing
2. Guo Hanyu
3. Stefanie Vögele

### Lucky loser
1. Han Xinyun

## Tabellone

### Legenda
| - Q = Qualificato - WC = Wild card - LL = Lucky loser | - ALT = Alternate - SE = Special Exempt - PR = Protected Ranking | - w/o = Walkover - r = Ritirato - d = Squalificato |

### Sezione 1
|  | Primo turno | Primo turno   | Primo turno | Primo turno | Primo turno |  |  | Ultimo turno | Ultimo turno | Ultimo turno | Ultimo turno | Ultimo turno |  |
|  |             |               |             |             |             |  |  |              |              |              |              |              |  |
|  | 1           | Lauren Davis  | 3           | 6           | 7           |  |  |              |              |              |              |              |  |
|  |             | Kyōka Okamura | 6           | 3           | 6(0)        |  |  | 1            | Lauren Davis | Lauren Davis | 6            | 6            |  |
|  |             | Sun Xuliu     | 4           | 6           | 6           |  |  |              | Sun Xuliu    | Sun Xuliu    | 2            | 2            |  |
|  | 8           | Gao Xinyu     | 6           | 4           | 4           |  |  |              |              |              |              |              |  |

### Sezione 2
|  | Primo turno | Primo turno       | Primo turno       | Primo turno | Primo turno |  |  | Ultimo turno | Ultimo turno    | Ultimo turno    | Ultimo turno | Ultimo turno |  |
|  |             |                   |                   |             |             |  |  |              |                 |                 |              |              |  |
|  | 2           | Arina Rodionova   | Arina Rodionova   | 6           | 6           |  |  |              |                 |                 |              |              |  |
|  | WC          | Zheng Wushuang    | Zheng Wushuang    | 2           | 3           |  |  | 2            | Arina Rodionova | Arina Rodionova | 6            | 6            |  |
|  |             | Alla Kudryavtseva | Alla Kudryavtseva | 3           | 3           |  |  | 10           | Hiroko Kuwata   | Hiroko Kuwata   | 1            | 4            |  |
|  | 10          | Hiroko Kuwata     | Hiroko Kuwata     | 6           | 6           |  |  |              |                 |                 |              |              |  |

### Sezione 3
|  | Primo turno | Primo turno | Primo turno | Primo turno | Primo turno |  |  | Ultimo turno | Ultimo turno | Ultimo turno | Ultimo turno | Ultimo turno |  |
|  |             |             |             |             |             |  |  |              |              |              |              |              |  |
|  | 3           | Han Xinyun  | 6           | 4           | 6           |  |  |              |              |              |              |              |  |
|  | WC          | Liu Yanni   | 0           | 6           | 0           |  |  | 3            | Han Xinyun   | Han Xinyun   | 3            | 2            |  |
|  |             | You Xiaodi  | You Xiaodi  | 2           | 1           |  |  | 12           | Sara Errani  | Sara Errani  | 6            | 6            |  |
|  | 12          | Sara Errani | Sara Errani | 6           | 6           |  |  |              |              |              |              |              |  |

### Sezione 4
|  | Primo turno | Primo turno         | Primo turno        | Primo turno | Primo turno |  |  | Ultimo turno | Ultimo turno | Ultimo turno | Ultimo turno | Ultimo turno |  |
|  |             |                     |                    |             |             |  |  |              |              |              |              |              |  |
|  | 4           | Lu Jingjing         | 4                  | 6           | 6           |  |  |              |              |              |              |              |  |
|  |             | Olivia Tjandramulia | 6                  | 3           | 4           |  |  | 4            | Lu Jingjing  | 4            | 6            | 6            |  |
|  | WC          | Zhang Yuxuan        | Zhang Yuxuan       | 6           | 6           |  |  | WC           | Zhang Yuxuan | 6            | 3            | 3            |  |
|  | 11          | Gabriela Dabrowski  | Gabriela Dabrowski | 4           | 4           |  |  |              |              |              |              |              |  |

### Sezione 5
|  | Primo turno | Primo turno      | Primo turno     | Primo turno | Primo turno |  |  | Ultimo turno | Ultimo turno    | Ultimo turno    | Ultimo turno | Ultimo turno |  |
|  |             |                  |                 |             |             |  |  |              |                 |                 |              |              |  |
|  | 5           | Nina Stojanović  | Nina Stojanović | 6           | 6           |  |  |              |                 |                 |              |              |  |
|  |             | Xu Shilin        | Xu Shilin       | 4           | 3           |  |  | 5            | Nina Stojanović | Nina Stojanović | 1            | 62           |  |
|  |             | Guo Hanyu        | 2               | 7           | 6           |  |  |              | Guo Hanyu       | Guo Hanyu       | 6            | 7            |  |
|  | 9           | Dalila Jakupovič | 6               | 64          | 3           |  |  |              |                 |                 |              |              |  |

### Sezione 6
|  | Primo turno | Primo turno     | Primo turno  | Primo turno | Primo turno |  |  | Ultimo turno | Ultimo turno    | Ultimo turno    | Ultimo turno | Ultimo turno |  |
|  |             |                 |              |             |             |  |  |              |                 |                 |              |              |  |
|  | 6           | Stefanie Vögele | 5            | 6           | 6           |  |  |              |                 |                 |              |              |  |
|  |             | Kang Jiaqi      | 7            | 1           | 1           |  |  | 6            | Stefanie Vögele | Stefanie Vögele | 6            | 6            |  |
|  |             | Xun Fangying    | Xun Fangying | 1           | 0           |  |  | 7            | Zhang Kailin    | Zhang Kailin    | 0            | 3            |  |
|  | 7           | Zhang Kailin    | Zhang Kailin | 6           | 6           |  |  |              |                 |                 |              |              |  |